# Il Nuovo Cimento
Il Nuovo Cimento is een reeks Italiaanse aan collegiale toetsing onderworpen tijdschriften op het gebied van de natuurkunde. Oorspronkelijk bestond het uit één tijdschrift, opgericht in 1855 door Carlo Matteucci en Raffaele Piria. Sinds 1897 is het het officiële tijdschrift van de Società italiana di fisica.
In 1965 werd het gesplitst in twee delen, A en B. In 1969, 1978 en 1982 volgden verdere splitsingen, terwijl deel A in 1999 werd afgesloten. Anno 2012 bestaat het uit de volgende delen:
- Il Nuovo Cimento A (1965–1999): deeltjesfysica. Ging in 1999 op in European Physical Journal.
- Il Nuovo Cimento B (sinds 1965): relativiteitstheorie, astronomie en mathematische fysica.
- Il Nuovo Cimento C (sinds 1978): geofysica, astrofysica en biofysica.
- Il Nuovo Cimento D (1982–1998): vastestoffysica, atoomfysica en moleculaire biologie. Ging in 1998 op in European Physical Journal.
- Supplemento al Nuovo Cimento (1949–1968): Bijlagen bij Il Nuovo Cimento
- Lettere al Nuovo Cimento (1969–1986): Gespecialiseerd in korte artikelen (letters). Ging in 1986 op in Europhysics Letters.
- Rivista del Nuovo Cimento (sinds 1969): Overzichtsartikelen.